# Nizam-ud-din Subhani
Nizam-ud-din Subhani (ur. 10 listopada 1925 w Kabulu) – afgański zapaśnik walczący w stylu wolnym. Olimpijczyk z Rzymu 1960, gdzie zajął czternaste miejsce w kategorii ponad 87 kg.
Czwarty na igrzyskach azjatyckich w 1958 i piąty w 1962 roku.

## Letnie Igrzyska Olimpijskie 1960
| Konkurencja        | Rundy eliminacyjne   | Rundy eliminacyjne     | Klas. końcowa |
| Konkurencja        | Przeciwnik I         | Przeciwnik II          | Miejsce       |
| ------------------ | -------------------- | ---------------------- | ------------- |
| +87 kg styl wolnym | Ken Richmond (GBR) P | Muhammad Nazir (PAK) P | 14.           |